# 하리마 히로카네
하리마 히로카네(播磨 浩謙)는 홍콩 출신의 축구 선수이다. 포지션은 공격수이다.